# 亚洲公路46号线
亚洲公路46号线（英語：Asian Highway 46），编号，是亚洲公路网系統中的一条全线均位于印度的道路。其线路全长约为1,514（941英里），部分路段与（旧）国道6号、国道49号和国道53号共线。线路起点位于印度西孟加拉邦克勒格布尔，中途与亚洲公路43号线、亚洲公路45号线和亚洲公路47号线连接，终点位于印度马哈拉施特拉邦图莱。

## 主经城市
亚洲公路46号线全线位于印度境内，线路全长约为1,514（941英里），共经过5个邦，包括西孟加拉邦、贾坎德邦、奥里萨邦、恰蒂斯加尔邦和马哈拉施特拉邦，以下是亚洲公路46号线途经的城市：

### 西孟加拉邦
- 克勒格布爾

### 贾坎德邦
- 伯赫拉戈拉（英语：Baharagora）

### 奥里萨邦
- 伯尔格尔
- 萨姆巴尔普尔
- 巴里帕达
- 肯杜贾尔
- 德巴加尔

### 恰蒂斯加尔邦
- 萨赖帕利
- 赖布尔
- 比莱
- 勒杰南德冈

### 马哈拉施特拉邦
- 班达拉
- 那格浦尔
- 阿姆劳蒂
- 阿科拉
- 南杜拉
- 布萨瓦尔
- 加尔冈
- 图莱

## 相接道路
亚洲公路46号线中途与亚洲公路43号线、亚洲公路45号线和亚洲公路47号线连接。其中与43号线在那格浦尔附近交汇；与45号线在克勒格布尔附近交汇；与47号线在图莱附近交汇。